# در بستر هم‌آغوشی
در بستر هم‌آغوشی (انگلیسی: Between the Sheets) یک مینی‌سریال بریتانیایی است که در سال ۲۰۰۳ منتشر شد. این سریال درام، چالش‌های عاشقانه و جنسی چند زوج مختلف را به تصویر می‌کشد که همگی به نحوی با هم مرتبط هستند.

## بازیگران
- الون آرمسترانگ
- برندا بلتین
- دین اندروز
- جیمز ثورنتون
- گینور فی
- لیز اسمیت
- نورمن ویزدوم
- جولی گراهام
- ریچارد آرمیتاژ
- وینت رابینسون

## قسمت‌ها
| شم. | عنوان      | کارگردان   | نویسنده | تاریخ انتشار اصلی | تعداد بیننده (میلیون) |
| --- | ---------- | ---------- | ------- | ----------------- | --------------------- |
| ۱   | «قسمت اول» | رابین شپرد | کی ملور | ۱۷ نوامبر ۲۰۰۳    | ۷٫۸۷                  |
| ۲   | «قسمت ۲»   | رابین شپرد | کی ملور | ۲۴ نوامبر ۲۰۰۳    | ۶٫۹۱                  |
| ۳   | «قسمت ۳»   | رابین شپرد | کی ملور | ۱ دسامبر ۲۰۰۳     | ۷٫۰۱                  |
| ۴   | «قسمت ۴»   | جین پراوز  | کی ملور | ۸ دسامبر ۲۰۰۳     | ۶٫۴۲                  |
| ۵   | «قسمت ۵»   | جین پراوز  | کی ملور | ۱۵ دسامبر ۲۰۰۳    | ۶٫۶۸                  |
| ۶   | «قسمت ۶»   | جین پراوز  | کی ملور | ۲۲ دسامبر ۲۰۰۳    | ۶٫۰۸                  |